# Tulska oblast
Tulska oblast je oblast u Rusiji. Središte oblasti je Tula.

## Vanjske poveznice
- (rus.) Službene stranice  Arhivirana inačica izvorne stranice od 12. siječnja 2013. (Wayback Machine)
- (engl.) Official website of the Museum-Estate of Leo Tolstoy "Yasnaya Polyana"  Arhivirana inačica izvorne stranice od 3. siječnja 2007. (Wayback Machine)